# Jakob Lange (botaniker)
Jakob Emanuel Lange, född den 2 april 1864 i Flensborg, död den 27 december 1941 i Odense, var en dansk botaniker och skolman.
Lange blev lärare vid Dalum lantbruksskola 1888, föreståndare för Fyens stifts Husmandsskole 1918 och utgav ett flertal arbeten i lantbruksbotanik och det betydelsefulla mykologiska arbetet Studies in the agarics of Denmark (9 band, 1914–1933). I Socialøkonomi (1909) nedlade Lange sina synpunkter på sociala och politiska frågor.
Auktorsnamnet J.E.Lange kan användas för Jakob Lange (botaniker) i samband med ett vetenskapligt namn inom botaniken; se Wikipediaartiklar som länkar till auktorsnamnet.